# Christian Heinrich Friedrich Peters
Christian Heinrich Friedrich Peters (Koldenbüttel, 19 september 1813 - Clinton, 18 juli 1890) was een Duits-Amerikaans astronoom. Hij was een broer van de natuurwetenschapper Wilhelm Peters (1815-1883). Hij was echter geen familie van de Duitse astronoom Christian August Friedrich Peters (1806-1880).

## Biografie
Peters werd geboren in het Hertogdom Sleeswijk toen dat tot Denemarken behoorde. Hij studeerde astronomie en wiskunde aan de universiteit van Berlijn bij Johann Encke. Na zijn promotie werd hij assistent van Carl Friedrich Gauss in Göttingen. Later ging hij naar Italië. Het was de bedoeling dat hij de leiding zou nemen van een nieuw observatorium op Sicilië, maar dat plan ging niet door. Aan het observatorium van Capodimonte in Napels bestudeerde hij zonnevlekken en ontdekte hij in 1846 een zeer zwak lichtgevende komeet, 1846 VI. Omwille van de politieke onrust vluchtte hij in 1849 naar Frankrijk en vandaaruit trok hij naar Constantinopel. Dankzij zijn uitgebreide talenkennis werd hij er wetenschappelijk adviseur van de grootvizier van sultan Abdülmecit.
Op verzoek van de Amerikaanse ambassadeur in Turkije en met een aanbevelingsbrief van Alexander von Humboldt ging Peters in 1854 naar de Verenigde Staten. Hij sprak op de bijeenkomst van de American Association for the Advancement of Science van 1855 over zijn observaties van zonnevlekken, wat resulteerde in een artikel in de Proceedings van de AAAS. De meeting maakte hem bekend in Amerika en hij kreeg een baan bij de U.S. Coast Survey in Washington, D.C. Nadien werkte hij een korte tijd aan het Dudley Observatorium in Albany (New York), waar hij de komeet 1857 IV ontdekte. In 1959 kreeg hij een aanstelling als hoogleraar aan het kleine Hamilton College in Clinton (New York). Dat had een nieuw observatorium met een 13,5 inch refractor, toen een van de grootste in de VS. Astronomen werden toen echter weinig betaald in de VS en hij leefde een tijd op de rand van de armoede. Hij bestudeerde zonnevlekken (zijn observaties daarvan werden pas in 1907, lang na zijn dood, gepubliceerd) en ontdekte talrijke planetoïden, waarmee hij bekendheid verwierf. In totaal ontdekte hij 48 planetoïden; de laatste, (287) Nephthys, in 1889 toen hij bijna zesenzeventig jaar oud was. Hij ontdekte ook een aantal nevels en sterrenstelsels.
Peters werd in 1876 verkozen als lid van de Amerikaanse National Academy of Sciences.
Zijn eerzucht en na-ijver brachten hem in conflict met verschillende collega's, waaronder James Craig Watson, een jongere planetoïdenjager, en Charles A. Borst. Die had hij aangenomen als assistent en belast met het samenstellen van een sterrencatalogus op basis van oude catalogi en Peters' jarenlange observaties. Het titelblad van de catalogus die in 1888 werd voltooid vermeldde dat hij was opgemaakt door Borst onder de leiding van C.H.F. Peters. Peters nam dat niet en omdat Borst weigerde het te veranderen daagde Peters Borst voor de rechtbank. De zaak "Peters v. Borst" kwam voor de Supreme Court van de staat New York. De rechter gaf Peters gelijk, maar veel astronomen en de kranten die de zaak versloegen kozen de zijde van Borst. Borst ging in beroep, en na de dood van Peters werd een nieuwe rechtszaak bevolen, die er echter nooit kwam. Door de aanslepende juridische procedure bleef de sterrencatalogus onuitgegeven.
Peters werd in de morgen van 19 juli 1890 dood aangetroffen op de weg van zijn woning naar het observatorium.

## New General Catalogue
Deepsky objecten ontdekt door Christian Peters, en opgenomen in de New General Catalogue.
NGC 787, NGC 3054, NGC 3492-1, NGC 3492-2, NGC 4276, NGC 4307, NGC 4309, NGC 4347, NGC 4353, NGC 4411A, NGC 4411B, NGC 6481, NGC 6797, NGC 7134, NGC 7453.

## Planetoïden ontdekt door C.H.F. Peters
| (72) Feronia    | 29 mei 1861       |
| (75) Eurydike   | 22 september 1862 |
| (77) Frigga     | 12 november 1862  |
| (85) Io         | 19 september 1865 |
| (88) Thisbe     | 15 juni 1866      |
| (92) Undina     | 7 juli 1867       |
| (98) Ianthe     | 18 april 1868     |
| (102) Miriam    | 22 augustus 1868  |
| (109) Felicitas | 9 oktober 1869    |
| (111) Ate       | 14 augustus 1870  |
| (112) Iphigenia | 19 september 1870 |
| (114) Kassandra | 23 juli 1871      |
| (116) Sirona    | 8 september 1871  |
| (122) Gerda     | 31 juli 1872      |
| (123) Brunhild  | 31 juli 1872      |
| (124) Alkeste   | 23 augustus 1872  |
| (129) Antigone  | 5 februari 1873   |
| (130) Elektra   | 17 februari 1873  |
| (131) Vala      | mei 1873          |
| (135) Hertha    | 18 februari 1874  |
| (144) Vibilia   | 3 juni 1875       |
| (145) Adeona    | 3 juni 1875       |
| (160) Una       | 20 februari 1876  |
| (165) Loreley   | 9 augustus 1876   |
| (166) Rhodope   | 15 augustus 1876  |
| (167) Urda      | 28 augustus 1876  |
| (176) Iduna     | 14 oktober 1877   |
| (185) Eunike    | 1 maart 1878      |
| (188) Menippe   | 18 juni 1878      |
| (189) Phthia    | 9 september 1878  |
| (190) Ismene    | 22 september 1878 |
| (191) Kolga     | 30 september 1878 |
| (194) Prokne    | 21 maart 1879     |
| (196) Philomela | 14 mei 1879       |
| (199) Byblis    | 9 juli 1879       |
| (200) Dynamene  | 27 juli 1879      |
| (202) Chryseïs  | 11 september 1879 |
| (203) Pompeja   | 25 september 1879 |
| (206) Hersilia  | 13 oktober 1879   |
| (209) Dido      | 22 oktober 1879   |
| (213) Lilaea    | 16 februari 1880  |
| (234) Barbara   | 12 augustus 1883  |
| (249) Ilse      | 16 augustus 1885  |
| (259) Aletheia  | 28 juni 1886      |
| (261) Prymno    | 31 oktober 1886   |
| (264) Libussa   | 22 december 1886  |
| (270) Anahita   | 8 oktober 1887    |
| (287) Nephthys  | 25 augustus 1889  |